# Ermita de San José (Ayora)

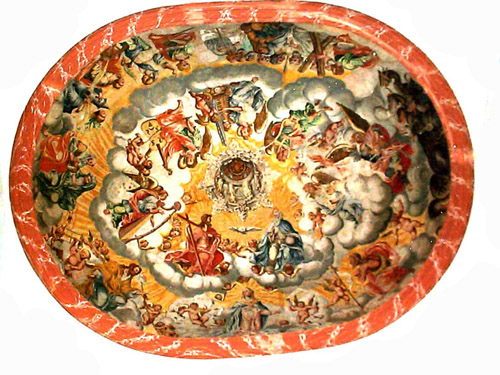
Frescos de la cúpula.

La Ermita de San José se encuentra en el municipio de Ayora (provincia de Valencia) dentro del casco urbano. Está catalogada como Bien de Relevancia Local, con código:46.19.044-009, según consta en la Dirección General de patrimonio Artístico de la Generalidad Valenciana.

## Descripción
Ermita situada en una colina y ligada a la calle que lleva su nombre, quizás la calle más típica de Ayora.
Su edificación data aproximadamente de mediados del siglo XVI. Ermita con planta de cruz latina cuya nave central está separada de las laterales por tres parejas de pilastras, de cuyas impostas, como capiteles, arranca la bóveda, seccionada por varios arcos fajones con decoración vegetal en el intradós. Las naves laterales poseen cuatro altares con bóvedas.
Por encima del altar mayor se extiende un arco de medio punto que aparece ricamente tallado.
La bóveda del presbiterio es ovalada y ciega y se alza sobre una cornisa de color rosa imitando mármol.
La cúpula está pintada (1772) al fresco, y representa una alegoría de la Gloria y el Dragón infernal. Las pechinas representan los atributos del santo.

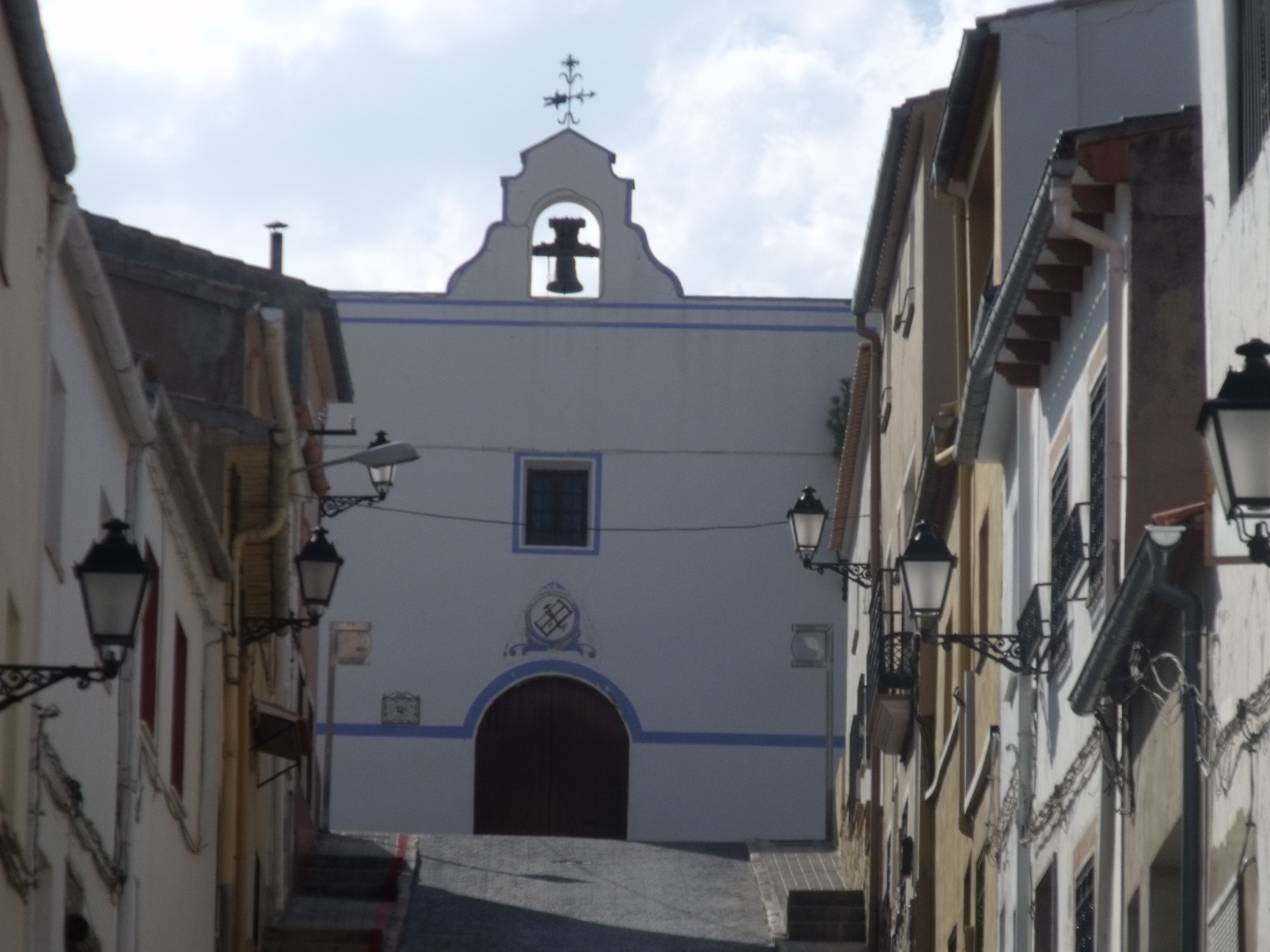
Fachada principal.
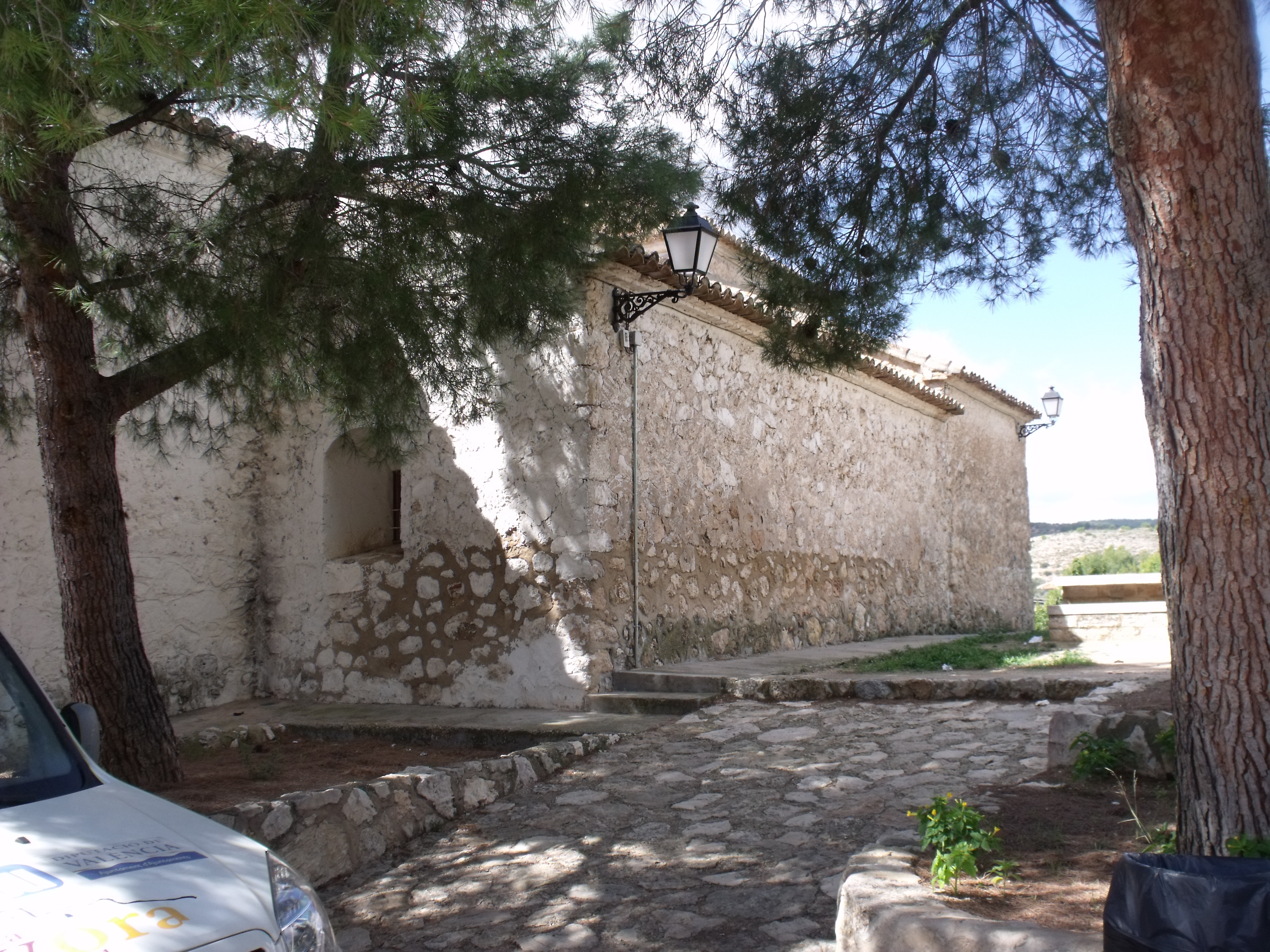
Muro lateral.
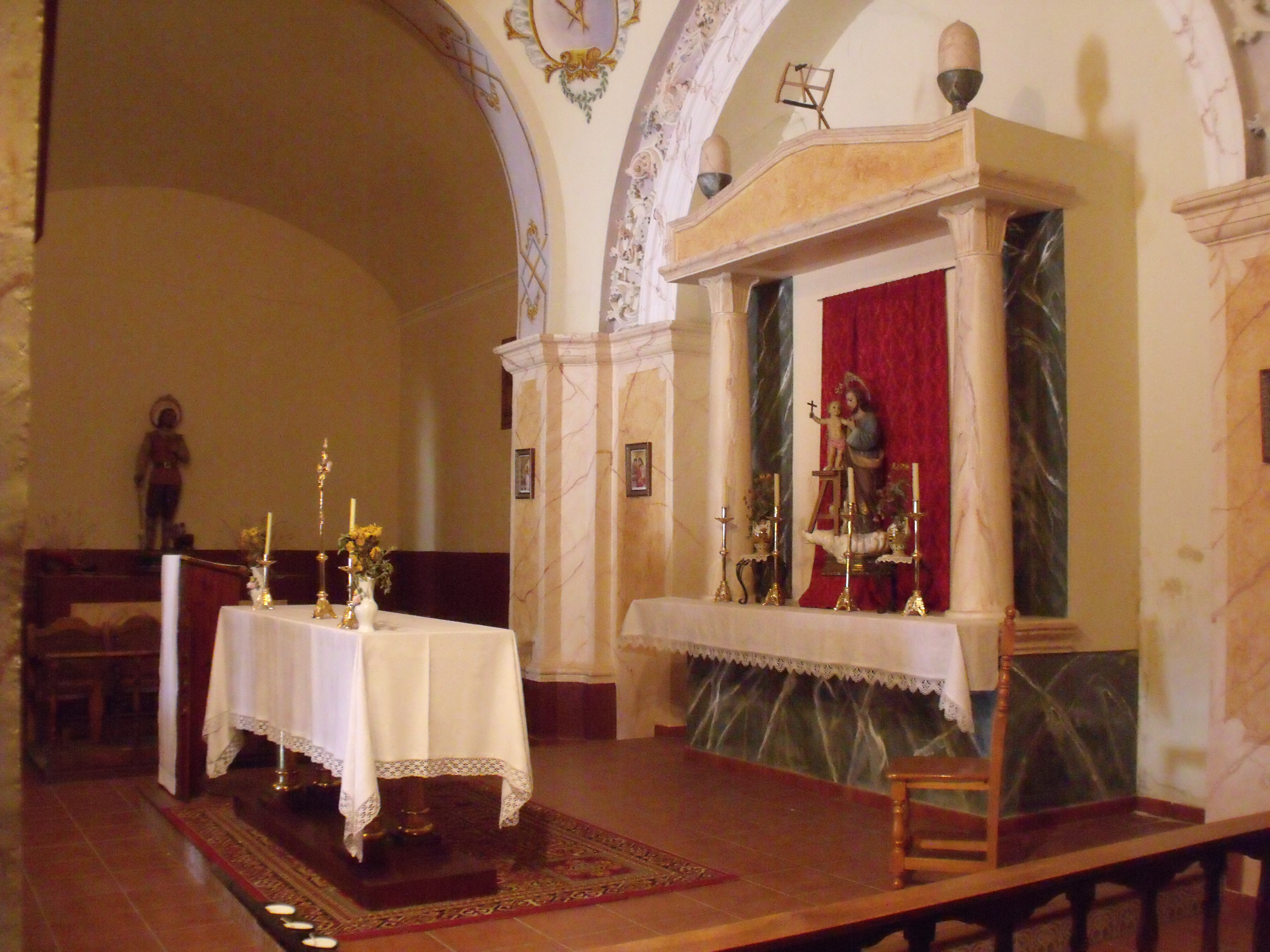
Altar mayor, con imagen del santo titular.
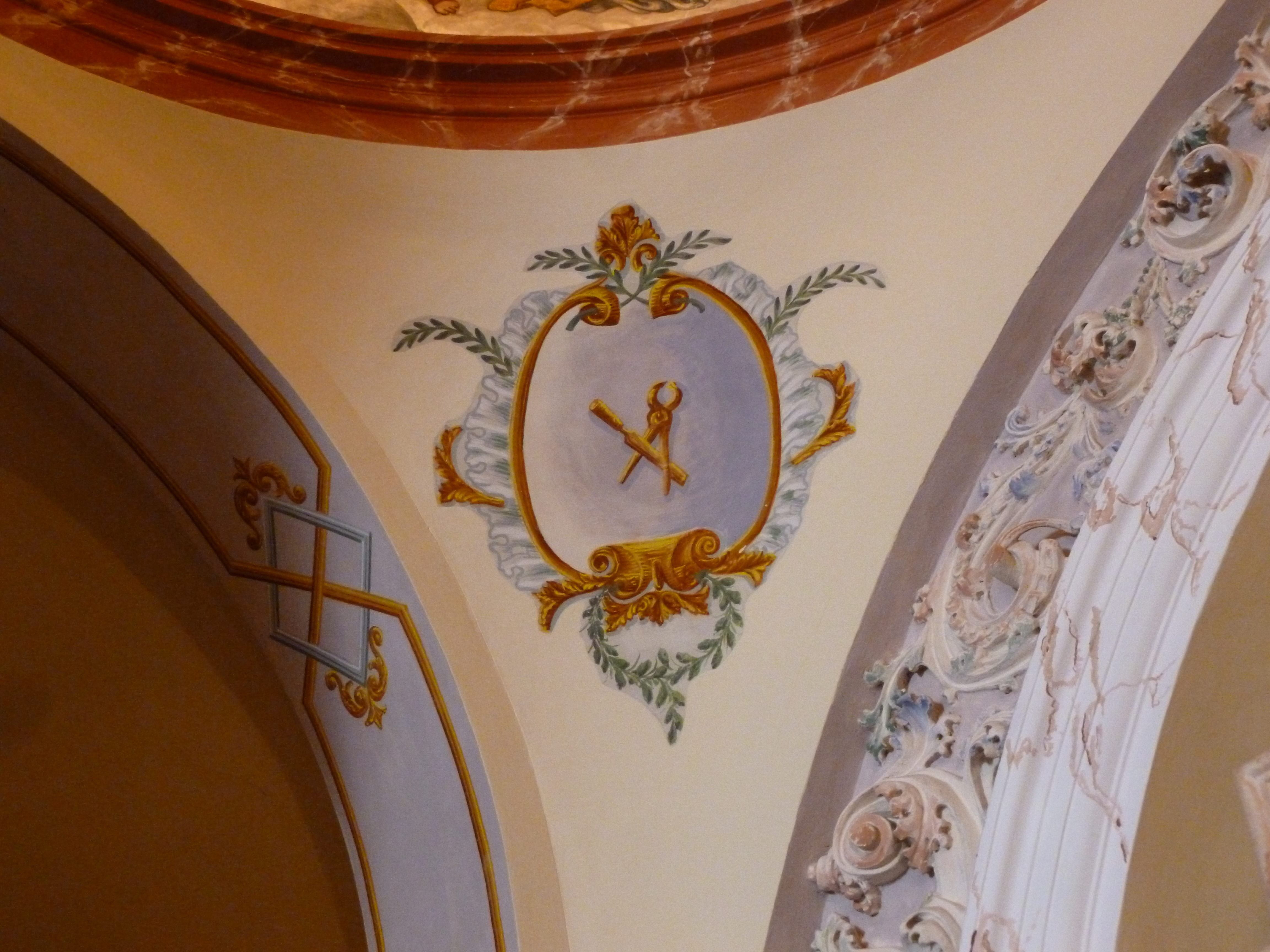
Pechina.
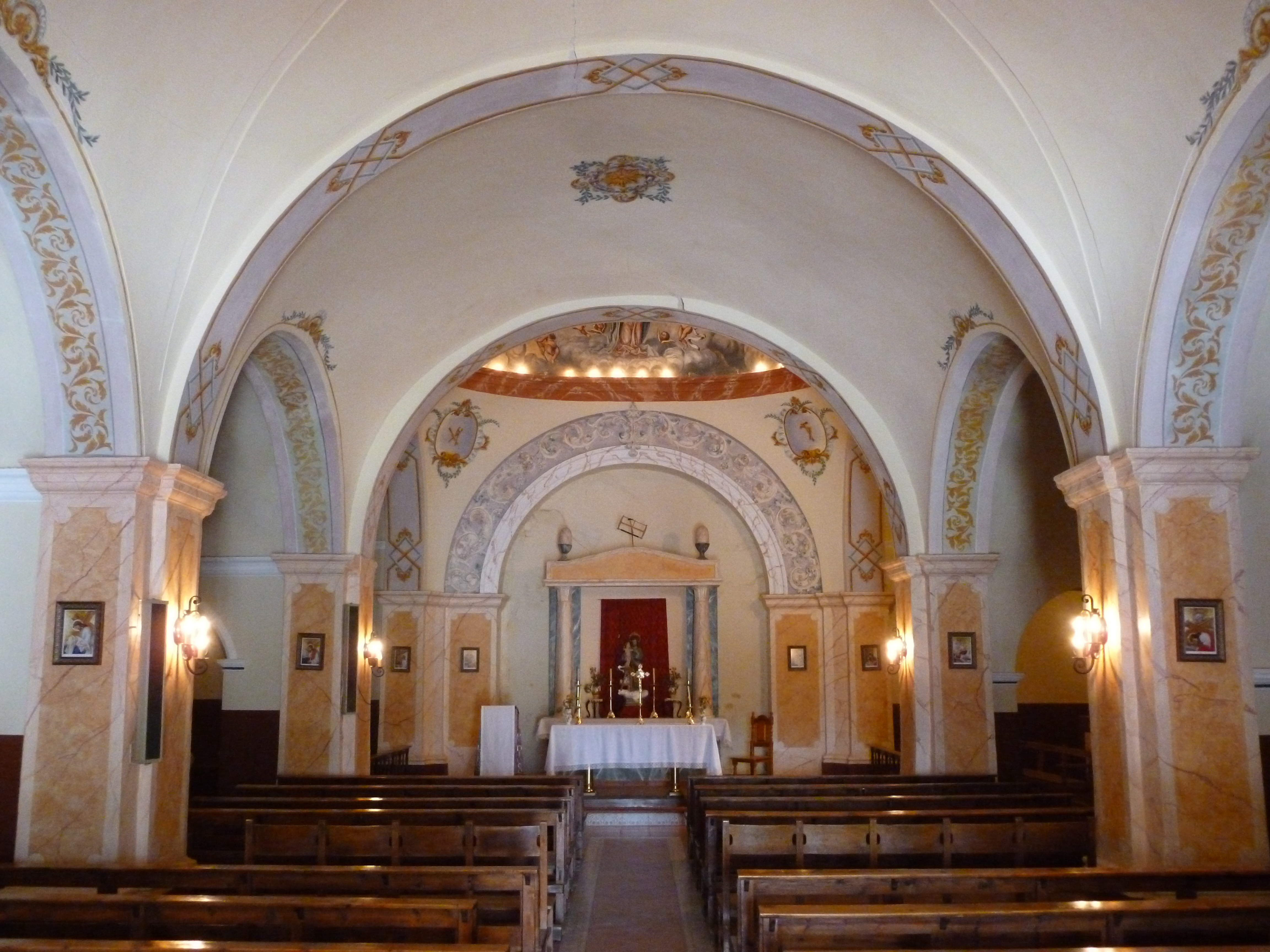
Nave.
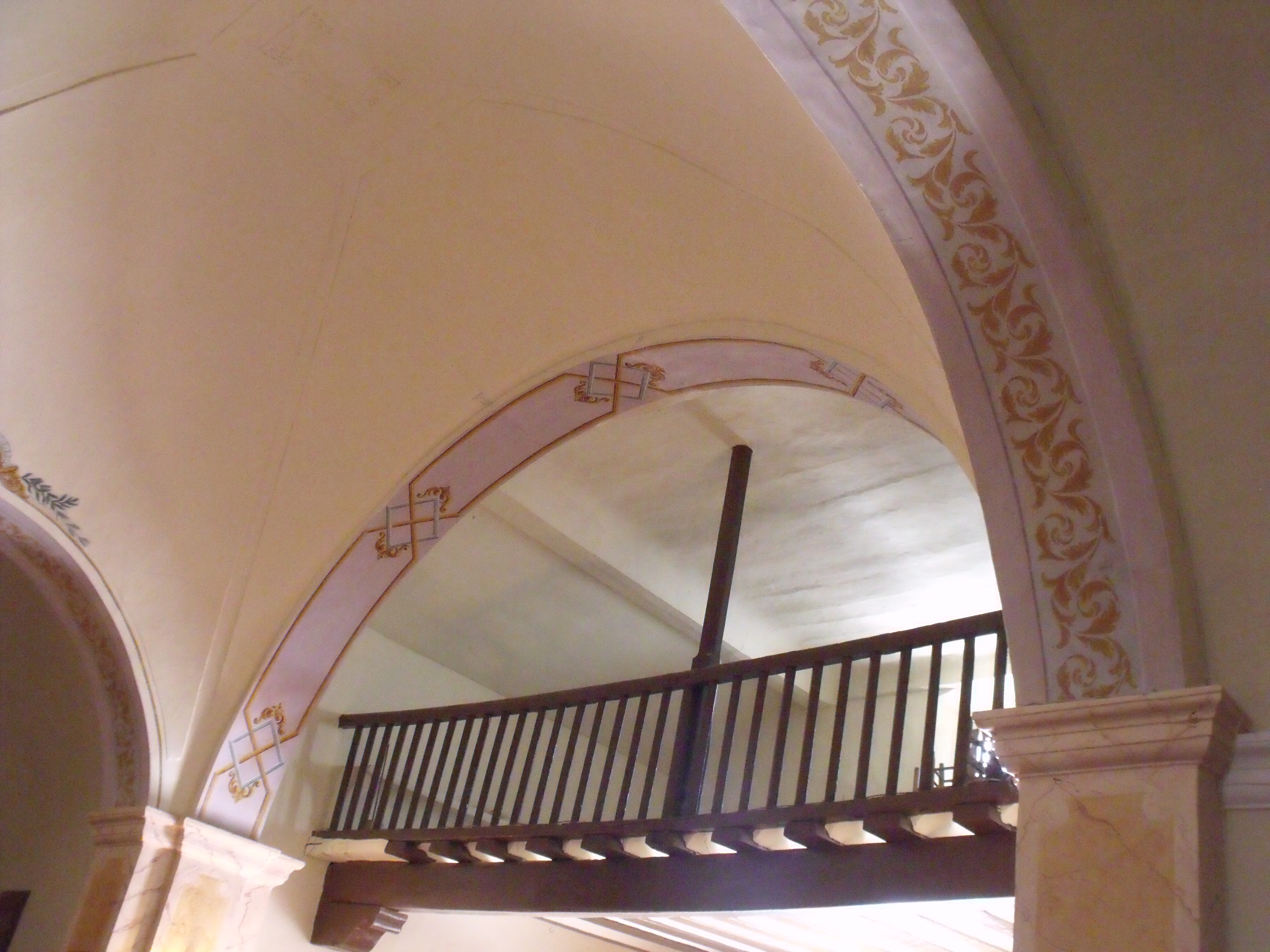
Coro.